# Brúarjökull
Il Brúarjökull è il più grande ghiacciaio di sbocco del Vatnajökull, che è la più estesa cappa di ghiaccio degli Altopiani d'Islanda.

## Descrizione
Il Brúarjökull è uno dei numerosi ghiacciai vallivi del Vatnajökull, situato nella sua porzione nordorientale, a ovest dell'Eyjabakkajökull.
È situato nella desertica zona degli Altopiani centrali, e la sua acqua di disgelo dà origine a molti fiumi come Kreppa, Jökulkvísl, Kringilsá, Kverká, Saudá e Jökulsá á Brú, oltre al bacino idroelettrico Hálslón.
Il bacino Hálslón è stato creato come serbatoio d'acqua per la centrale idroelettrica di Kárahnjúka e si estende fino alla fronte del Brúarjökull. La sua creazione ha sommerso la sorgente originaria del Jökulsá á Brú, che ora inizia di fatto alla base della diga.
Il ghiacciaio è situato nel territorio comunale di Fljótsdalshérað, nella regione dell'Austurland, la parte sudorientale del paese e si estende in larghezza per oltre 30 km.

## Accesso
Il ghiacciaio può essere raggiunto tramite varie strade: la F902 che va verso Kverkfjöll a ovest, la 909 che porta alla centrale idroelettrica di Kárahnjúka e la F909 a est.